# تأثير زاوية الشمس على المناخ
كمية الطاقة الحرارية التي يتم استقبالها في أي مكان علي سطح الأرض ترتبط ارتباطًا مباشرًا بزاوية الشمس وتأثيرها علي الطقس حيث تختلف زاوية سقوط أشعة الشمس باختلاف الموقع والتوقيت و فصول السنة نتيجة لدوران الأرض حول الشمس ودوران الأرض نفسها حول محورها. وبتغير فصول السنة تتغير زاوية أشعة الشمس نتيجة لميلان محور الأرض وهذا هو السبب الرئيسي لوجود الدفء في الصيف أكثر منه في الشتاء والتغير في طول اليوم هو عامل آخر.،

## دراسة زاوية الشمس

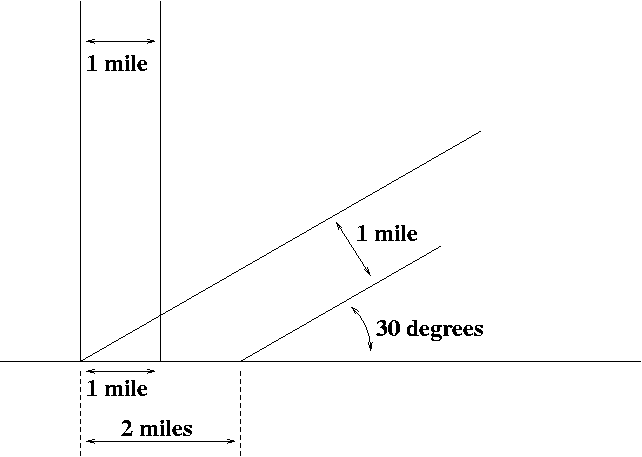
شكل رقم 1
شعاع شمسي بعرض ميل واحد يسقط على الأرض بزاوية 90 درجة، وشعاع آخر يسقط بزاوية 30 درجة، ويُلاحظ أن الشعاع ذو الزاوية الأقل يُغطي مساحة بضعف مساحة الشعاع الأول (لنفس مقدار الطاقة الضوئية).

عندما تسقط أشعة من الشمس على الأرض بزاوية صغيرة (الشمس تكون قريبة من الأفق)، فإن مقدار الطاقة التي تحملها تلك الأشعة تنتشر علي مساحة كبيرة، ولذلك تكون ضعيفة بالمقارنة بالأشعة التي تسقط بزاوية أكبر ويكون تركيزها علي مساحة أقل.
الشكل رقم 1 يصف شعاع للشمس بعرض ميل واحد ( 1.6 كيلو) يسقط على الأرض بشكل عمودي، وشعاع آخر يسقط بزاوية 30° علي سطح الأرض، وبواسطة حساب المثلثات نستنبط أن جيب الزاوية 30° هو نصف، بينما جيب الزاوية الـ90° هو 1، ولذلك فإن فإن أشعة الشمس التي تسقط بزاوية 30° تحمل نفس مقدار الطاقة الضوئية ولكن علي مساحة مضاعفة، وبذلك فإن كمية الضوء الساقطة على كل ميل مربع هي نصف الكمية الآتية من الشمس فقط.

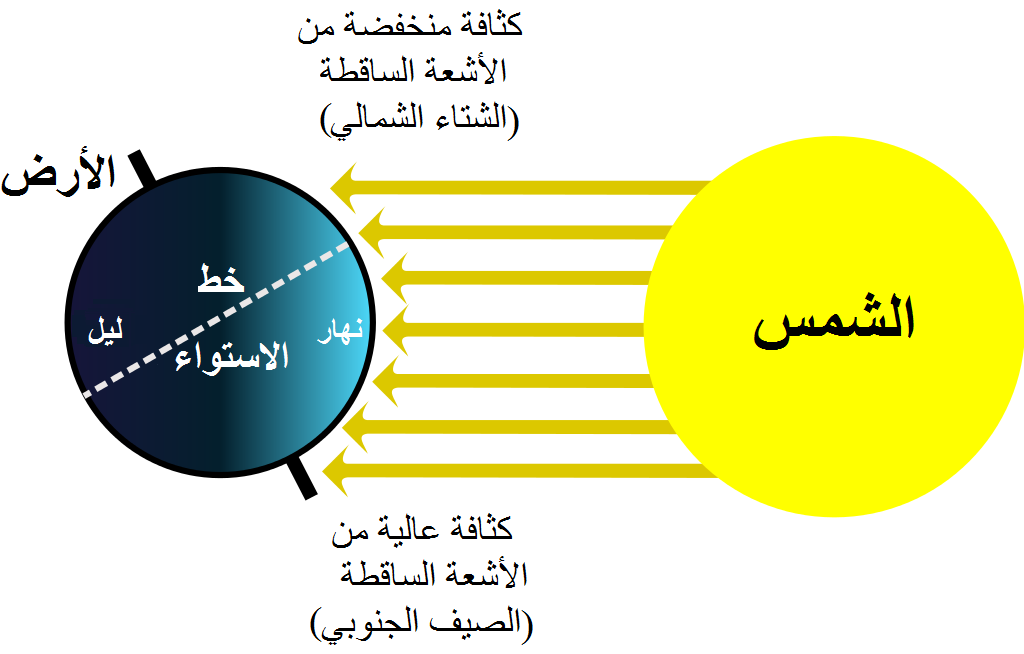
شكل رقم 2
شكل توضيحي لفصول السنة،بغض النظر عن توقيت اليوم(تدور الأرض حول محورها)، نجد أن القطب الشمالي سوف يكون مُظلمَا والقطب الجنوبي مُضاءًا، ويدوم الليل طوال اليوم في القطب الشمالي.

الشكل رقم 2 يعرض الشكل رقم 2 تساقط أشعة الشمس على الأرض في القطب الجنوبي والشمالي حيث يكون محور الأرض يميل من الشمال مبتعدًا عن الشمس، وعندها يكون الشتاء شمالًا والصيف جنوبًا.

### ملاحظة فنية
تصل حرارة الشمس إلى الأرض عن طريقة الإشعاع وتمتصها الأجسام المختلفة والتي لها طرق مختلفة في الإشعاع حيث تقوم بإرسال تلك الطاقة مرة أخرى ولكن بشكل طاقة حرارية بمعدلات مختلفة.